# Kweneng West
Kweneng West é um subdistrito de Botswana localizado no distrito Kweneng que possuía uma população estimada de 47 797 habitantes em 2011. O subdistrito conta com 23 vilas e uma cidade, sendo que Letlhakeng é sua localidade maior e mais importante.